# Al Benson
Arthur Bernard Leaner (* 30. Juni 1908 in Jackson, Mississippi, USA; † 6. September 1978 in Berrien Springs, Michigan, USA), bekannt als Al Benson, war zwischen den 1940er und 1960er Jahren ein US-amerikanischer Radio-DJ, Musikpromoter und Labelbetreiber in Chicago. Er war insbesondere für seine Förderung der Rhythm-and-Blues-Musik und der Afroamerikaner in der Musikindustrie in Chicago von Bedeutung.
Leaner war außerdem ordinierter Geistlicher und Aktivist. Er wurde zu einer wichtigen Persönlichkeit der Bürgerrechtsbewegung in Chicago. 2018 wurde er in die Blues Hall of Fame aufgenommen.

## Biografie
Leaner wurde in Jackson (Mississippi) geboren. Als Kind lernte er Stepptanz in der Jazzband seines Vaters und arbeitete in Varieté-Shows, bevor er 1923 mit seinen Eltern nach Chicago zog. Dort gründete er eine Ladenkirche (storefront church) und arbeitete in einer Vielzahl von Berufen, unter anderem als Koch und Bewährungshelfer. Er wurde bekannt als Mitarbeiter im Team des Kongressabgeordneten William Dawson. 1943 wurden seine ersten Predigten mit Gospelmusik unter dem Namen Rev. Arthur Leaner im Radio ausgestrahlt. 1945 nahm er den Künstlernamen Al Benson an und nannte sich auch „Yo’ Ol’ Swing-Master“.
Bis 1950 hatte Leaner täglich zehn Stunden Programm in drei Radiostationen. Er wurde sowohl bei lokalen als auch nationalen Werbetreibenden wegen seiner Fähigkeit, die von ihnen vermarkteten Produkte zu verkaufen, beliebt. Dadurch gewann er auch großen Einfluss auf die lokale Musikindustrie.
In den frühen 1950er Jahren half er beim Aufbau von Plattenlabels, darunter Parrot, Blue Lake und Old Swing-Master, um der wachsenden Nachfrage nach Blues- und R&B-Musik gerecht zu werden. Die Labels nahmen Musiker wie T-Bone Walker, J. B. Lenoir, Sunnyland Slim, Albert King, Willie Mabon, Coleman Hawkins, Lorez Alexandria und später in den 1960er Jahren Magic Sam und andere unter Vertrag. Auf dem Höhepunkt seiner Popularität in den 1950er Jahren hatte Leaner regelmäßige Fernsehshows und sponserte viele Rock’n’Roll- und R&B-Konzerte in Chicago. Er ermutigte jüngere schwarze DJs, seinem Weg zu folgen. Er wurde auch Eigentümer einer Zeitung, eines Plattenladens, eines Restaurants und einer Boutique, die alle überwiegend afroamerikanische Mitarbeiter beschäftigten.
Obwohl seine Popularität schließlich nachließ, engagierte er sich weiterhin aktiv in der Bürgerrechtsbewegung. 1956 zum Beispiel ließ er 5.000 Exemplare der Bill of Rights der Vereinigten Staaten aus einem Flugzeug über Mississippi abzuwerfen. Er zog sich 1963 vom Rundfunk zurück, arbeitete eine Zeit lang als Pastor und zog nach Three Oaks (Michigan). Er litt zusehends an Gesundheitsproblemen, die zur Amputation seiner Beine führten.
Arthur Leaner alias Al Benson starb 1978 im Alter von 70 Jahren in Berrien Springs (Michigan). 2018 wurde er in der Kategorie „Non-Performer“ in die Blues Hall of Fame aufgenommen.